# فرودگاه عبدالرحمان صلاح
فرودگاه عبدالرحمان صلاح (به انگلیسی: Abdul Rachman Saleh Airport) (به زبان بومی: Bandar Udara Abdul Rachman Saleh) یک فرودگاه همگانی و نظامی با کد یاتا MLG است که یک باند فرود آسفالت دارد و طول باند آن ۱۹۷۰ متر است. این فرودگاه در کشور اندونزی قرار دارد و در ارتفاع ۵۲۶ متری از سطح دریا واقع شده‌است.

## شرکت‌های هواپیمایی و مقصدهای پروازی
The following airlines offer scheduled passenger service:
| شرکت‌های هواپیمایی | مقصدهای پروازی                                |
| ----------------- | --------------------------------------------- |
| باتیک ایر         | حلیم پرداناکوسوما                             |
| سیتیلینک          | حلیم پرداناکوسوما                             |
| گارودا ایندونزیا  | سوئکارنو-هتا                                  |
| Sriwijaya Air     | سوئکارنو-هتا                                  |
| وینگز ایر         | حسین ساسترانگارا، انگوراه رای، سلطان حسن‌الدین |